# 高重氏
高 重氏（こう の しげうじ）は、鎌倉時代中期の武将。足利氏の家臣。高師直の曽祖父。

## 生涯
足利頼氏、家時の執事として仕える。
弘安4年（1281年）11月5日付の重氏の発給文書（尊経閣文庫所蔵『武家手鑑』所収）が、高氏の足利氏執事としての活動を確認できる現存最古の史料であり、遅くとも彼の代から足利家執事を世襲したものと考えられる。
弘安7年(1284年)に子の師氏が家時が自害した際の置文を預かっており、これ以前に亡くなっていたと推測される。
歌人として宇都宮歌壇に連なっていた。